# Henry Bluff
Das Henry Bluff ist eine 120 m hohe Klippe an der Südküste der Livingston-Insel im Archipel der Südlichen Shetlandinseln. Sie liegt 2,5 km südwestlich des Johnsons Dock an der Westseite der Hurd-Halbinsel und markiert die südwestliche Begrenzung der Argentinien-Bucht.
Das UK Antarctic Place-Names Committee benannte die Landspitze nach dem US-amerikanischen Schoner Henry, der als Robbenfänger unter Kapitän Benjamin J. Brunow zwischen 1820 und 1821 vor den Südlichen Shetlandinseln operierte.